# 深港西部通道

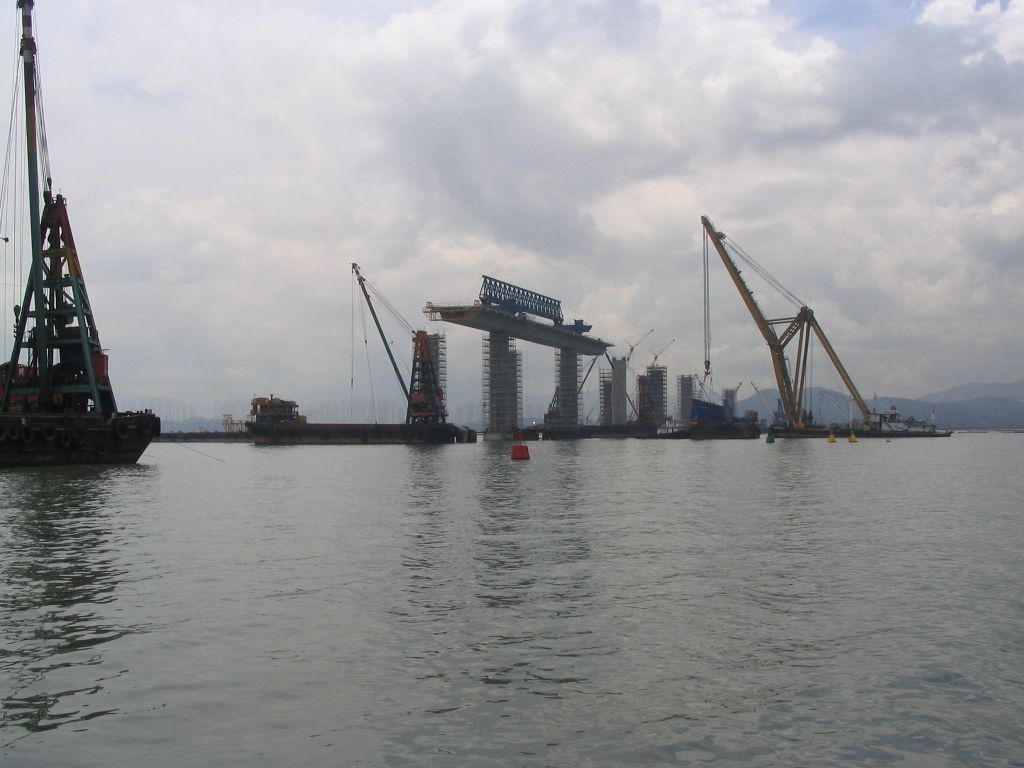
建設中の深圳湾大橋

深港西部通道は香港と深圳を結ぶ第4の高速道路である。

## 概要
主要部分である后海湾を跨る深圳湾大橋（全長5.5km）は2003年8月に起工した。
深圳側は蛇口の埋立地に繋がる。通行者の便を図るため、香港側の出入境管理施設も、ボーダーを越えて、深圳側の本土側の出入境管理施設を同じ建物に設置される（一地両検）予定である（深圳湾口岸）。全国人民代表大会常務委員会はそのための法令である「全国人大常委海関於授権香港特別行政区対深圳湾口岸港方口岸区実施管轄的決定」を2006年10月31日に可決した。
香港返還10周年にあたる2007年7月1日に完成し、中国共産党の胡錦濤総書記などの要人が出席する開通式が行われた。
香港側は后海湾幹線（香港10号幹線）に連絡している。